# Rio Jangada
Rio Jangada är ett vattendrag i Brasilien.   Det ligger i delstaten Paraná, i den södra delen av landet, 1 200 km söder om huvudstaden Brasília.
I omgivningarna runt Rio Jangada växer i huvudsak städsegrön lövskog. Runt Rio Jangada är det glesbefolkat, med 19 invånare per kvadratkilometer.